# Earl Thomas
Earl Winty Thomas III (* 7. Mai 1989 in Orange, Texas) ist ein ehemaliger US-amerikanischer American-Football-Spieler auf der Position des Safeties, der zuletzt für die Baltimore Ravens in der National Football League (NFL) spielte.
Thomas spielte College Football an der University of Texas at Austin, bevor er von den Seattle Seahawks in der 1. Runde als insgesamt 14. Pick des NFL Draft 2010 ausgewählt wurde. Seitdem ist er insgesamt sieben Mal in den Pro Bowl gewählt worden und gewann mit den Seahawks den Super Bowl XLVIII. Er war während seiner Zeit bei den Seahawks Mitglied der Legion of Boom.

## College
Hatte Thomas im ersten Jahr am College aufgrund einer Sperre durch seine Universität keine Einsätze im Footballteam, so startete er 2008 im zweiten Jahr in jedem der 13 Spiele seines Teams. Er schaffte in diesem Jahr 63 Tackles und verhinderte 17 Pässe. Außerdem gelangen ihm zwei Interceptions und er konnte vier Fumbles erzwingen.
Er erhielt von der Universität 2009 erneut eine Teilsperre und schaffte in den Spielen, die er bestritt, immerhin 8 Interceptions.
Als Thomas sich dann 2010 zum NFL Draft anmeldete, galt er als einer der besten Safeties seiner College-Klasse.

## NFL
Thomas wurde im NFL Draft 2010 von den Seattle Seahawks in der ersten Runde als 14. Spieler ausgewählt. Er unterschrieb bereits am 31. Juli 2010 einen Vertrag über 21,1 Millionen US-Dollar (12,31 Mio. garantiert), der über fünf Jahre angesetzt wurde.
2011, in seiner zweiten NFL-Saison, war Thomas der NFL-Spieler, der die zweitwenigsten Pässe über 20 Yards zugelassen hat. Er schaffte in dieser Saison 98 Tackles und 2 Interceptions und wurde zum ersten Mal in den Pro Bowl und als All-Pro gewählt. Er war außerdem auf Platz 66 im Ranking der NFL Top 100 aus 2012.
In der Saison 2012 schaffte er 66 Tackles und 3 Interceptions und wurde erneut zum Pro Bowl und All-Pro gewählt. Die Wahl gelang ihm auch in den zwei darauffolgenden Jahren, wobei er mit den Seahawks 2013 den Super Bowl XLVIII gewann.

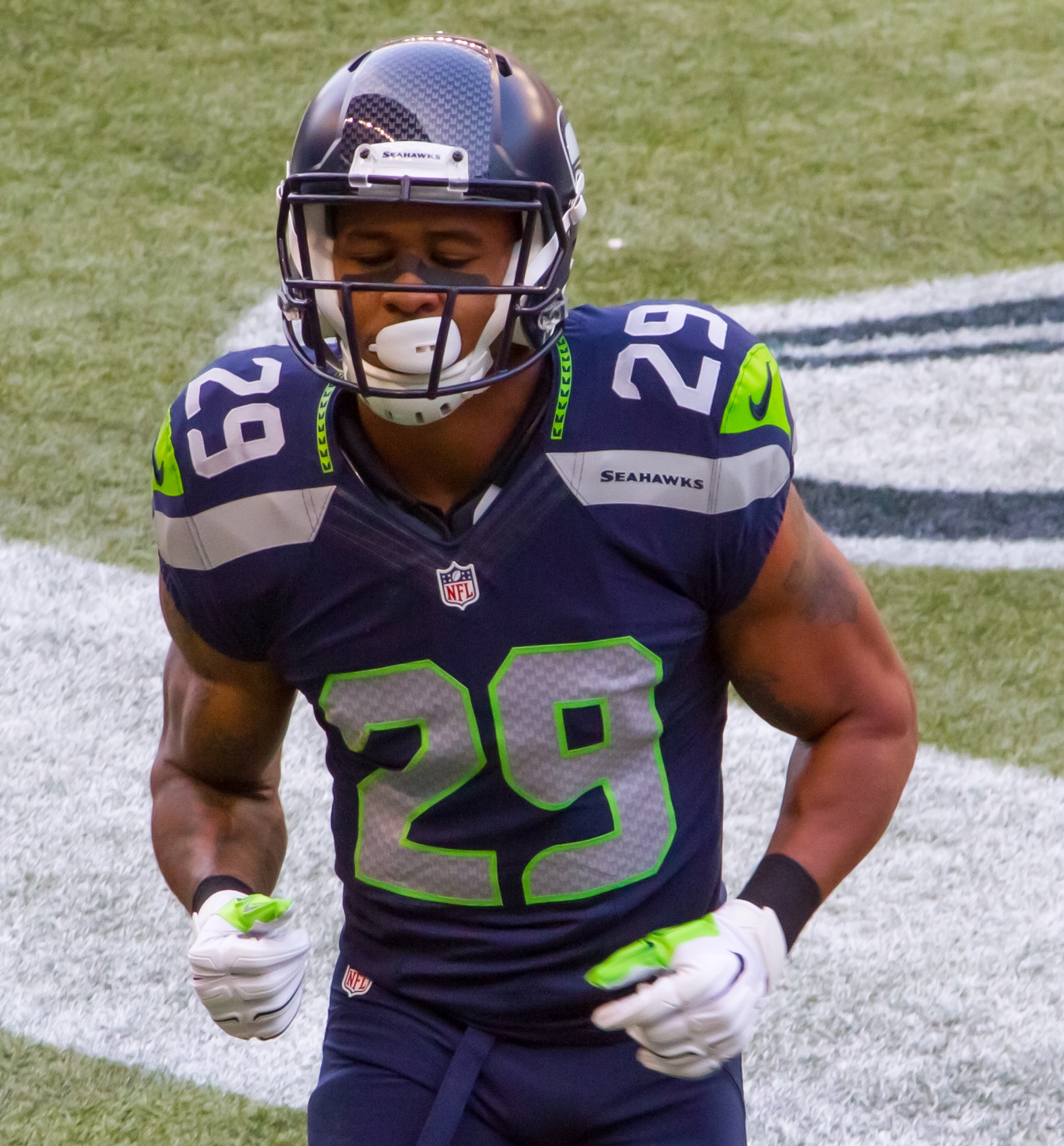
Thomas 2014

Thomas spielte von seiner Rookie-Season 2010 bis 2014 in jedem einzelnen Ligaspiel der Seattle Seahawks.
Am 28. April 2014 unterzeichnete Thomas einen neuen Vierjahresvertrag bei den Seahawks, um 40 Mio. US-Dollar mit garantierten 27,725 Mio. zu kassieren.
Am 13. Spieltag der Saison 2016 brach Thomas sich im Spiel gegen die Carolina Panthers das Schienbein. Am 6. Dezember 2016 wurde er deshalb auf der Injured Reserve List platziert.
Am 13. März 2019 unterzeichnete Thomas einen Vierjahresvertrag bei den Baltimore Ravens über 55 Millionen US-Dollar bei einem Garantiegehalt von 32 Millionen. Nachdem er in einen Kampf während des Trainings Camps 2020 verwickelt war, wurde Thomas von den Ravens entlassen.

## Privates
Thomas hat eine Tochter mit seiner Highschoolliebe, die er im April 2016 heiratete.